# کاتونوود، شهرستان آپاچی، آریزونا
کاتونوود (به انگلیسی: Cottonwood) یک منطقهٔ مسکونی در ایالات متحده آمریکا است که در شهرستان آپاچی، آریزونا واقع شده‌است. کاتونوود ۰٫۳۷ کیلومتر مربع مساحت و ۳٬۲۸۰ نفر جمعیت دارد و ۱٬۸۴۹٫۸۵ متر بالاتر از سطح دریا واقع شده‌است.